# Ґелниця
Ґе́лниця (Гелниця) (словац. Gelnica, стара назва: Gelnice, Hnilec, нім. Gölnitz, угор. Gölnic, Gölnicbánya, лат. Gelnicium) — місто в східній Словаччині, у Кошицькому краї, розташоване біля підніжжя гірського масиву Воловських Врхов на річці Гнилець. Адміністративний центр округу Ґелниця. Населення становить понад 6 000 осіб.

## Назва
Німецька назва «Гьолніц» походить від первісної слов'янської назви «Гнилець» (словац. Hnilec). А вже сучасна словацька назва «Ґелниця» походить від німецького «Гьолніц».

## Історія
Міські права Гелниці надав король Бела IV в 1264 році, це свідчить про те, що вже в XIII столітті Гелниця була важливим з економічної точки зору поселенням. У середині XIII століття сюди переселяється велика кількість німецьких колоністів із Баварії,  Тюрингії та Рейнланд-Пфальца. Дуже скоро німецьке населення починає переважати по відношенню до місцевого. В XIV-XV століттях Гелніца переживає розквіт. У міських шахтах видобувається золото, срібло, мідь, свинець, залізо, ртуть. У шахтах працювало 300—400 шахтарів. В 1435 році Гелниця стає вільним королівським містом. Шахти були закриті лише у 1923 році і до 1948 року у місті спостерігається занепад. У той час околиці Гелниці називали «Голодною долиною». Останнім часом Гелніца є популярним туристичним місцем.

## Населення
| Рік:            | 1993 | 2003    | 2013    | 2023    |
| --------------- | ---- | ------- | ------- | ------- |
| Кількість осіб: | 6395 | 6243    | 6210    | 5807    |
| Різниця:        |      | -2,37 % | -0,52 % | -6,48 % |

| Рік:            | 2022 | 2023    |
| --------------- | ---- | ------- |
| Кількість осіб: | 5851 | 5807    |
| Різниця:        |      | -0,75 % |

### Зміна чисельності населення
| Рік перепису | Населення | Кількість будинків |
| ------------ | --------- | ------------------ |
| 1880         | 4 358     | 946                |
| 1890         | ▼ 3 918   | 871                |
| 1900         | ▲ 4 093   | 867                |
| 1910         | ▼ 3 833   | 860                |
| 1921         | ▼ 3 737   | 851                |
| 1930         | ▲ 3 975   | 897                |
| 1950         | ▼ 3 686   | 900                |
| 1961         | ▲ 4 482   | 847                |
| 1970         | ▲ 4 640   | 880                |
| 1980         | ▲ 5 100   | 844                |
| 1991         | ▲ 6 277   | 841                |
| 2001         | ▲ 6 404   | 823                |
| 2009         | ▼ 6 146   | -                  |

### Конфесійний склад (2001)
| Конфесії       | Кількість | %    |
| -------------- | --------- | ---- |
| католики       | 4 611     | 72,0 |
| євангелісти    | 255       | 4,0  |
| греко-католики | 210       | 3,3  |
| православні    | 42        | 0,7  |
| атеїсти        | 1 017     | 15,9 |
| інші релігії   | 269       | 4,1  |

### Склад населення за національністю (2001)
| Національність | Кількість | %   |
| -------------- | --------- | --- |
| словаки        | 4 143     | 59  |
| роми           | 1 999     | 19  |
| чехи           | 32        | 0,5 |
| угорці         | 6         | 0,1 |
| українці       | 5         | 0,1 |
| русини         | 4         | 0,1 |
| інші           | 115       | 1,8 |

## Культура і пам'ятки

### Музеї
- Музей гірничої справи в ратуші.

### Пам'ятки
- Костел Внебовзяття Пресвятої Діви Марії
- Лютеранська кірха
- Кам'яний міст через річку Гнилець
- Будинок колишньої ратуші (нині музей гірничої справи)
- Руїни замку
- Гірнича площа
- Залишки склепінь домініканського монастиря
- Старовинні купецькі будинки в історичному центрі

## Визначні особистості
- Габріела Ротгмайєр (*14 березня 1951, Ґелніца) — словацький письменник і журналіст.
- Ед Акос Гудак (також відомий як Едвард Августин = Ed Гудак Августин) (*22 грудня 1822, Кошиці, Словаччина, колись Австро-Угорщина — †25 травня 1902, Ґелніца) — маловідомий вчитель але визначний ентомолог — регіональних автор досліджень метеликів навколо Ґелніци.

## Міста-партнери
- Геннеп, Нідерланди
- Рудник-над-Сяном, Польща
- Горна Суша, Чехія
- Ла-Прадет, Франція
- Новодністровськ, Україна